# Dario Dabac
Dario Dabac (Segna, 23 maggio 1978) è un allenatore di calcio ed ex calciatore croato, di ruolo difensore.

## Palmarès

### Giocatore
- J. League Division 2: 1

Sanfrecce Hiroshima: 2008
- Supercoppa del Giappone: 1

Sanfrecce Hiroshima: 2008